# Faerûn
Faerûn è un continente immaginario, il più importante del pianeta Abeir-Toril, ed è il luogo dove si svolgono i principali avvenimenti dell'ambientazione Forgotten Realms per il gioco di ruolo fantasy Dungeons & Dragons.
Il nome significa "terra" in un'antica lingua umana dell'ambientazione.

Faerun - Mappa Completa

## Storia
La sua storia, lunga oltre 35.000 anni e raccontata dettagliatamente in numerosi manuali, è la più sviluppata dell'ambientazione.
Nella parte settentrionale del continente è in uso il Calendario delle Valli: l'assegnazione dell'anno zero è attribuita al momento in cui la Corte Elfica di Cormanthor ha permesso ai primi umani che hanno attraversato il Dragomare di costruire i propri insediamenti nelle sue foreste, fondando le Valli. L'evento, accaduto nell'Anno dell'Alba, è stato ricordato dagli elfi con la posa della Pietra Verticale.
Coloro che utilizzano questo sistema raramente si riferiscono agli anni (o meglio, agli "inverni", poiché usualmente gli anni vengono visti come passaggi di inverni o estati) utilizzando i numeri, ma piuttosto li chiamano con il nome che gli è stato assegnato dalla Saggia Perduta Augathra la Pazza e successivamente dal veggente Alaundo centinaia di anni prima. Così, ad esempio, il 212 CV (anno della nascita dell'arcimago Elminster) viene usualmente chiamato Anno del Risveglio della Magia. Usanza vuole che il nome sia legato ad eventi che accadranno in quell'anno. Per indicare gli anni antecedenti l'anno zero viene anteposto il segno "meno".
Il calendario per mesi e giorni più utilizzato è il Calendario di Harptos. Esso rende il nome dal suo inventore, il defunto mago Harptos di Kaalinth. Utilizzato soprattutto nella parte settentrionale del continente, è entrato in uso all'incirca nel -200 CV, in corrispondenza della fondazione della città di Candlekeep. Secondo il calendario di Harptos (si tratta di un calendario solare, cioè basato sul ciclo delle stagioni), un anno nel Faerûn dura 365 giorni, divisi in 12 mesi di 30 giorni ciascuno; sono presenti inoltre cinque giorni aggiuntivi, posti a seguito di quattro mesi diversi, considerati festività:

## Società
In linea generale la vita faerûniana ha tratti del tutto simili a quella dell'Europa medievale tra il XIII e il XIV secolo, prima che venisse introdotta la polvere nera e il successivo sviluppo delle armi da fuoco: i suoi abitanti passano la vita a coltivare i campi, bere birra servita ai tavoli delle taverne, intrattenere con l'arte della conversazione, ma non mancano elementi tipicamente fantasy come lo studio della magia, la caccia a tesori nascosti, i duelli con temibili mostri e le avventure nei più oscuri dungeon. Nel continente però sono presenti anche zone in cui la vita è ispirata a quella araba mediorientale, indiana, dell'antico Egitto e dei nativi americani, anche se la differenza non è così netta ma appare come un "amalgama" fra le varie culture. Le numerose divinità del pantheon faerûniano, ma anche società segrete (buone e malvagie), losche gilde di ladri e potenti organizzazioni mercantili influenzano la vita quotidiana degli abitanti di Faerûn.
La magia è presente e molto diffusa; quella arcana viene chiamata "Arte", mentre quella divina è chiamata "Potere".
Le razze di Faerûn sono moltissime; quelle più diffuse sono però solo circa una decina (quelle semiumane e alcune umanoidi), e, fra queste, la dominante è quella umana. Per alcune razze viene fatta un'ulteriore distinzione in sottorazze:
- Elfi: Mezzelfi, Elfi della Luna, Elfi del Sole, Drow, Elfi dei Boschi, Elfi Selvaggi, Elfi Marini.
- Gnomi: Gnomi delle Rocce, Svirfneblin.
- Halfling: Cuoreforte, Piedilesti, Halfling degli Spiriti.
- Nani: Nani degli Scudi, Nani Dorati, Duergar, Nani Selvaggi, Nani Artici.
- Stirpeplanare: vista l'importanza del Piano Materiale nella cosmologia di Toril, le stirpeplanare (introdotte in D&D Terza Edizione) sono molto diffuse e, nel manuale base dell'ambientazione, gli viene data una particolare importanza inserendola fra le razze principali. Ne esistono di tre tipi: Aasimar (sangue di un Celestiale, cioè di un essere proveniente da uno dei Piani Celestiali), Genasi (sangue di un elementale, cioè di un essere proveniente da uno dei quattro Piani Elementali), Tiefling (sangue di un essere proveniente da uno dei Piani Immondi).

## Geografia
Faerûn si estende da nord a sud per circa 4.000 chilometri e da ovest a est per circa 5.500. Il continente è caratterizzato da ogni tipo di clima e da ogni tipo di bioma, con aridi deserti, dense foreste che si estendono a perdita d'occhio, imponenti montagne, laghi e mari scintillanti. Confina ad ovest con il Mare Senza Tracce, a sud con il Grande Mare, ad est con il continente Kara-Tur e a nord con immense distese di ghiacci: Pelvuria (o Grande Ghiacciaio), Ghiacciaio Reghed e Grandi Ghiacci. A Faerûn appartengono inoltre alcune grandi isole ed arcipelaghi, come l'isola di Ruathym e l'arcipelago Ossa della Balena. I numerosi laghi, fiumi e golfi che costellano tutto il territorio consentono di spostarsi per le vie fluviali molto più rapidamente che procedendo via terra, circostanza che favorisce il commercio. Il continente ha un grande bacino idrico, il Mare delle Stelle Cadute (o Mare Interno), che influenza notevolmente il clima, rendendo le zone circostanti miti e temperate.

### Il Nord
Questa regione comprende la Valle del Vento Gelido, la città di Waterdeep, la Frontiera Selvaggia, le Marche d'Argento (Luruar), la Grande Foresta e la Brughiera Sterminata. Nonostante la diffusa civilizzazione del Faerûn, il Nord rimane una zona selvaggia, caratterizzata da alti picchi e catene montuose frastagliate perennemente innevate, da estati brevi e fredde, inverni lunghi e gelidi e da pianure spazzate dal vento del nord. Le poche città e i pochi insediamenti umani, elfici e nanici sono in perenne contesa con orchi, troll e con le tribù barbare; ma è anche una terra ricca di risorse minerarie. Nelle Marche d'Argento, neonata alleanza fra gli abitanti della zona, c'è la meravigliosa città di Silverymoon, la Gemma del Nord. I territori a nord lungo la Costa della Spada, decisamente più civilizzati, fanno eccezione, grazie alla presenza di città come Luskan, Neverwinter e Waterdeep (chiamata anche Città degli Splendori, è la città più importante del Faerûn con oltre 130.000 abitanti. Forzatamente ospita sotto di sé lo sterminato dungeon di Sottomonte); il clima meno rigido favorisce il commercio e consente condizioni di vita migliori.
Le trame della maggior parte dei videogiochi che hanno scelto Forgotten Realms come ambientazione si svolgono nel Nord.

### Anauroch
L'origine di questo terribile e immenso deserto non è naturale. Centinaia di anni fa, nel luogo dove ora si trova la distesa di sabbia e rocce, i ghiacci non si erano ancora ritirati, e al loro posto c'erano fertili pianure, laghi, foreste e praterie sconfinate, dominate dall'impero di Netheril. I phaerimm, razza con poteri psionici abitante del Sottosuolo, hanno causato la caduta di questo grande impero utilizzando incantesimi che hanno ridotto l'Anauroch al suo stato attuale.

### Terre Centrali Occidentali
Fanno parte di questa regione la Costa della Spada (con la famosa città di Baldur's Gate) e l'Alta Brughiera. È un territorio caratterizzato da terreni aperti, ampie e fertili pianure, lande interrotte da basse colline e vasti altopiani. Generalmente utilizzata come passaggio per raggiungere il Nord o le regioni del sud, è una regione che ospita numerosi e resistenti città indipendenti e villaggi fortificati. La sua storia vede imperi caduti (le cui rovine sono ancora visibili) e numerose battaglie, fra le quali la Battaglia delle Ossa (1090 CV, Anno della Strage). I castelli e le rovine, nonché i numerosi dungeon sotterranei, sono ottime opportunità per gli avventurieri. La Costa della Spada deve il suo nome alle altissime scogliere che la caratterizzano, che si stagliano sul mare come spade; questo impedisce alle navi di attraccare, e di conseguenza non vi sono città costiere.

### Terre dell'Intrigo
Situati a sud-ovest, l'Amn, il Tethyr e il Calimshan sono conosciute sia come "Terre dell'Intrigo" a causa dei tradimenti, delle cospirazioni, degli assassini a sfondo politico e degli intrighi all'ordine del giorno, sia come "Imperi delle Sabbie" a causa delle ampie zone secche e del clima, generalmente caldo, che caratterizza questi territori, rendendoli relativamente inospitali. L'Amn è una nazione dominata dai mercanti ed è, anche grazie all'abbondanza di risorse naturali, una delle zone più ricche del Faerûn, dove il commercio è l'attività principale; qui il denaro è la cosa più importante. Nel 1361 CV (Anno delle Fanciulle), la compagnia mercenaria della Legione d'Oro, al soldo del Concilio dei Sei che governa Amn, scopre Maztica, che chiama Nuovo Mondo, fondando la colonia Nuovo Amn. Il Tethyr è una delle regioni più vecchie di Faerûn, dominata per 1.500 anni e fino a pochi anni fa da una famiglia reale spesso scossa da guerre di successione; è caratterizzata da intrighi politici, agitazioni civili, pregiudizi contro chi non è umano; l'area è destabilizzata da nobili corrotti e da fanatici religiosi. Il regno di Calimshan, governato solo simbolicamente da un Pasha, è una terra di magia e di mistero, pericolosa ma caratterizzata da edonismo e ricerca del piacere.

### Terre Centrali
Il Regno del Cormyr, la Sembia, le Valli e la foresta di Cormanthor, che si trovano a nord del Mare delle Stelle Cadute, sono il cuore di Faerûn. Sono terre di "fantasy classico", con re, nobili avidi di denaro e potere, avventurieri alla ricerca di fama e gloria, maghi e potenti magie. Il Cormyr è da sempre governato dalla Casata Obarskyr, una famiglia reale che ora fa sedere sul trono l'ultimogenito, il neonato re Azoun V, succeduto al padre, Azoun IV, morto in battaglia nel 1371 CV (Anno dell'Arpa Non Suonata) per difendere il suo regno dall'invasione di un esercito di goblin, orchi ed ogre guidati da un drago rosso. Data la tenera età del re, formalmente governa la condottiera Alusair Obarskyr, seconda figlia di Azoun IV, soprannominata "Reggente d'Acciaio" per il suo temperamento forte e per il suo passato ribelle, che ha combattuto con onore durante l'invasione dell'orda Tuigan. Azoun IV ha governato per molti anni rendendo la sua terra prosperosa e donandogli una relativa pace, grazie anche al clima temperato e alla collocazione geografica favorevole, protetto da alte catene montuose e situato sulla costa. La sicurezza viene mantenuta dall'esercito reale, i Draghi Purpurei (oltre 12.000 soldati), che combattono quotidianamente i mostri che infestano i boschi e le foreste, e dai Maghi della Guerra, incantatori molto potenti al servizio del re (fra cui spicca Vangerdahast, Consigliere Reale, ora ritiratosi dalla carica). La Sembia è un forte e florido regno costiero abitato da capaci e volenterosi contadini, da abili artigiani e furbi mercanti. L'economia è fortemente basata sul commercio e, come per l'Amn, la capacità di accumulare monete d'argento rappresenta la via più facile per acquisire potere. Le Valli sono situate nelle zone libere dagli alberi della foresta di Cormanthor, nel cui cuore è presente la Corte Elfica (Everlor), ovvero la più grande comunità di elfi e mezzelfi rimasta a Faerûn dopo l'inizio della Ritirata verso gli antichi regni elfici. La foresta una volta era patria di un fortissimo impero elfico, il Cormanthyr, il cui centro di potere era Myth Drannor, la Città della Canzone, di cui ora non è rimasto nient'altro che rovine infestate dopo la sua caduta nel 714 CV a causa dell'Armata delle Tenebre. L'antico patto fra gli elfi e i primi umani giunti nella foresta è stato suggellato dalla posa della Pietra Verticale e dalla decisione di assegnare a questo importante momento lo zero del Calendario delle Valli. Le Valli ufficialmente conosciute sono quindici, ognuna indipendente e diversa dalle altre per quanto riguarda la gestione interna. Grazie al Patto delle Valli però viene mantenuta la pace, e l'istituzione del Consiglio delle Valli permette di prendere decisioni importanti di comune accordo. Le Valli hanno in comune la prosperità, la floridità, il senso di unione e la forza d'animo per la presenza di comunità rurali che, duramente, si occupano di agricoltura e di allevamento, vendendo al di fuori del territorio (grazie anche alla vicinanza con la Sembia) i prodotti della terra. Caratteristica di questa terra è l'ospitalità nei riguardi di importanti personalità faerûniane (come, ad esempio, il Saggio Elminster, Signore di Shadowdale) che spesso si ritirano dalla loro pericolosa vita di avventuriero e trovano rifugio qui, anche se gli abitanti rimangono comunque sospettosi e cauti nei rapporti con gli estranei.

### Costa del Drago
Questa zona, in cui si trovano numerose città indipendenti, è una piccola striscia di terra situata nel ramo sud-ovest del Mare delle Stelle Cadute chiamato Dragomare. Come la Sembia, sua diretta rivale, l'economia si basa sul commercio ma, data l'elevata presenza di pirati, di mercenari senza scrupoli, di avidi mercanti, di spie e di abili ladri e assassini prezzolati, è un luogo tutt'altro che tranquillo. Gli abitanti pensano soprattutto a sé stessi, e la corruzione serpeggia in tutti gli ambienti.

### Golfo di Vilhon
È chiamata così l'area, in cui il clima è umido e subtropicale, che circonda il Golfo di Vilhon, a sud del Mare delle Stelle Cadute. Ne fanno parte il Turmish, le Pianure Scintillanti, il Chondath e il Sespech. Famosa per la qualità dei suoi mercenari, è anche una terra di abili e cordiali mercanti. La città più importante è Alaghôn, capitale del Turmish, una grande città portuale; il territorio ospita altre poche città, la cui sicurezza è garantita da numerose milizie cittadine. Per il resto è campagna, pianure e alte montagne. Più che in ogni altra parte del Faerûn la natura è rispettata; l'Enclave di Smeraldo, una potente società di druidi, si occupa di mantenere intatti i territori selvaggi.

### Lo Splendente Sud
La grande fascia meridionale di Faerûn comprende il Chult e i paesi nelle vicinanze, lo Shaar, Halruaa, il Dambrath, il Luiren e le Terre Splendenti (Durpar, Estagund, la Dorata Var e Veldorn). Il Chult è una terra quasi completamente ricoperta da fitte giungle che ha ospitato antichi imperi ormai caduti. Rovine, potenti magie perdute, miniere di gemme e mostri preistorici caratterizzano questo misterioso territorio. Il territorio dello Shaar, costituito da immense praterie, pianure e altopiani spazzati dal vento, ospita solo numerose comunità nomadi, bande di predoni e pastori; non ci sono città, e gli unici edifici importanti sono le rovine di antichi templi. Ad est lo Shaar è meno rigoglioso, e l'erba lascia il posto all'aridità delle sabbie del deserto del Raurin. La Grande Crepa è un'enorme spaccatura di 500 per 80 km situata a sud entro i confini dello Shaar; qui si trova la più grande comunità di nani dorati di tutto il Faerûn. Halruua, ricco ma isolato reame dove la magia è estremamente diffusa nella società, è famoso, oltre che per le sue scuole di magia, per gli edifici e le navi volanti e per le numerose miniere di electrum. È una terra strana, dominata dai maghi; difficilmente si interessa delle altre vicende del Faerûn, e conserva gelosamente tutti i suoi segreti. Il Dambrath è un regno particolare, poiché la società è dominata da mezzelfi drow. Il Luiren è una piccola ma florida terra popolata solamente da halfling.

### Regni di Confine
È una striscia di terra situata lungo la costa sud-est del Lago dei Vapori, costituita da numerose città indipendenti che lottano per il predominio della zona.

### Il Vast
È una piccola zona costiera che si affaccia sul Golfo del Drago, un ramo del Mare delle Stelle Cadute, quasi completamente circondato da alti rilievi. È un territorio prevalentemente costituito da grandi spazi aperti e da campi coltivati. A causa dei numerosi orchi che infestano le montagne circostanti, contendendosi i domini con i nani (una volta il Vast era l'impero orchesco conosciuto come Vastar), la maggior parte della popolazione vive nella zona costiera, in particolare concentrata nelle città di Calaunt, Tantras, Ravens Bluff e Procampur.

### Terre Fredde
Sono chiamate così Damara e Vaasa (le "Terre della Pietra di Sangue"), Narfell, la Grande Terra Grigia di Thar (parte di un antico impero orchesco), Sossal e la Prateria (un'arida steppa). A causa della vicinanza con il Grande Ghiacciaio (fino a poco più di 300 anni fa alcune terre erano ancora coperte dai ghiacci) hanno un clima freddo e rigido, e questo limita la presenza di insediamenti umani, mentre favorisce la presenza di grosse bande di orchi, goblin e tribù barbare nomadi.

### Antichi Imperi
È chiamato così l'arido territorio a sud, sud-est del Mare delle Stelle Cadute e che comprende il Chessenta, l'Unther, Mulhorand e Murghôm. Questi regni un tempo ospitavano un grande impero, il cui splendore oggi è ormai in declino dopo migliaia di anni di dominio, anche se rimangono terre di grande cultura. Gli abitanti sono generalmente sospettosi e indifferenti, e si considerano il centro di Faerûn. Mulhorand è l'impero più antico di Faerûn (la capitale, Skuld, è stata fondata oltre 3.500 anni fa). Un tempo i suoi confini comprendevano anche Murghôm, che ora è indipendente. Il regno è governato dal faraone Horustep III, discendente mortale della divinità Horus-Re. Approfittando della morte della divinità Gilgeam, che tiranneggiava Unther da centinaia d'anni, per mano di Tchazzar durante il Periodo dei Disordini, nel 1371 CV Mulhorand ha invaso l'Unther con un esercito di 20.000 soldati, incontrando poca resistenza a causa del caos in cui era precipitato il territorio; dopo circa un anno di guerra ha oramai conquistato quasi tutto il regno, anche se deve fare i conti con forti sacche di resistenza. Chessenta è una ricca e fertile terra famosa nel Faerûn per i suoi danzatori, acrobati e attori comici. È costituita da città indipendenti, anche se fino a 400 anni fa erano tutte unificate sotto l'unico tirannico governo dell'eroico guerriero Tchazzar (il drago Tiamat in forma umana, che, grazie alla devozione degli ignari abitanti del Chessenta, è riuscito a salire al rango di divinità minore).

### Irraggiungibile Est
Nell'est di Faerûn si trovano l'Impiltur, il Rashemen, Thay, Aglarond, il Thesk e la Grande Valle. L'Aglarond, situato sulla costa est del Mare delle Stelle Cadute, sembra avere la sola funzione di impedire a Thay di avere sbocco sul mare, proteggendo il resto di Faerûn; è governato dalla regina e potente arcimaga chiamata la Simbul. Rashemen è una terra di praterie governata dal Signore di Ferro, scelto fra le Streghe, un gruppo di un centinaio di incantatrici molto potenti che dominano il territorio. La loro potenza è tale da essere riuscite a fermare l'orda Tuigan quando Szass Tam riuscì a convincerla di non attaccare Thay. L'Impiltur è un regno nato solo 300 anni fa dall'unificazione di alcune città indipendenti per fronteggiare l'avanzata di orde di umanoidi che minacciavano di invadere il territorio; oggi, rappresentando l'unico passaggio per raggiungere l'ovest, sta accrescendo la sua ricchezza. La Grande Valle è un territorio particolarmente rigoglioso simile alle Valli, la cui sicurezza è garantita dal potente e misterioso mago Nentyarch e dalle numerose bestie feroci che dominano le foreste. Il Thesk è diventata una terra desolata dopo che, nel 1360 CV, l'orda Tuigan (tribù barbare nomadi della Desolazione Sconfinata riunite sotto un unico comando, quello del feroce condottiero Yamun Khahan) ha invaso il Faerûn; il territorio è stato teatro dell'epico scontro fra l'Orda e l'esercito formato dall'alleanza delle terre dell'ovest, guidato da re Azoun IV, che è riuscito, al termine della crociata, a fermare e disperdere gli invasori. Ora il Thesk sta cercando di risollevarsi, anche se rimane infestato da numerosissime bande di orchi del Thar, rimasti lì dopo essere stati inviati dagli Zhentarim in appoggio all'Alleanza. Il Thay è una ricca nazione esotica il cui territorio si sviluppa verso l'alto in una successione di altopiani e mesa. Qui dominano i malvagi Maghi Rossi; questa confederazione di maghi è particolarmente pericolosa, poiché mira a conquistare le altre terre del Faerûn per derubarle delle loro conoscenze magiche, con lo scopo di aumentare il proprio potere, compiendo malvagità e subdole manovre politiche. I maghi più importanti sono gli zulkir, ovvero gli esponenti più potenti di una determinata scuola di magia. Szass Tam, zulkir della necromanzia, è il Mago Rosso più influente, ed è una delle menti più malvagie e affilate dell'intero Faerûn.

### Terre dell'Orda
Viene chiamata così, dopo l'invasione dell'orda Tuigan, la terra conosciuta un tempo come Desolazione Sconfinata. È il collegamento tra Faerûn e Kara-Tur, in cui dominano tribù barbare, nomadi e predoni.

### Regni delle Isole
Sono molte le isole e gli arcipelaghi che si trovano ad ovest delle coste faerûniane. Alcune sono così importanti da costituire dei veri e propri regni, come Evermeet (situata però a migliaia di chilometri da Faerûn, è un antico regno elfico), le Isole Moonshae, Lantan (terra abitata dagli gnomi e di grandi invenzioni ingegneristiche, a cui la divinità Gond ha donato un composto simile alla polvere nera), Nimbral (piccola isola, dimora di maghi potentissimi, ma di cui si dubita l'esistenza) e le Isole Nelanther.

### Sottosuolo
(Underdark in inglese - Buio Profondo o Mondo Sotterraneo nei romanzi) - Sotto Faerûn si estende un sub-continente fatto di un infinito dedalo di gallerie, tunnel e gigantesche caverne, la maggior parte delle quali collegate fra loro, scavato nella terra dai nani e da altre razze antiche. Il termine originariamente apparso per AD&D 1ª edizione nel "Dungeoneer's Survival Guide" e come parte integrante di Greyhawk, è universalmente riconosciuta da tutti gli abitanti come la zona più pericolosa di Faerûn. Località importanti sono Menzoberranzan (la città drow più grande), Mithral Hall e Skullport (chiamato Porto dell'Ombra, è il "negativo" sotterraneo di Waterdeep situato al terzo livello di Sottomonte).